# Stalin vs. Martians
Stalin vs. Martians (tạm dịch: Stalin đấu với người Sao Hỏa) là trò chơi máy tính thuộc thể loại chiến lược thời gian thực có yếu tố nhại lấy bối cảnh Thế chiến II do hãng Black Wing Foundation, Dreamlore cùng N-Game phát triển và được Mezmer Games phát hành vào ngày 29 tháng 4 năm 2009. Trò chơi được người tạo ra nó mô tả là "tệ hại chưa từng thấy", giống như kiểu chế nhạo các game chiến lược Thế chiến II và sử dụng sự hài hước theo kiểu Monty Python. Nhà phát triển nói rằng Stalin vs. Martians là "rõ ràng là một kiểu nhại lại, mà đôi khi gần như là một lời châm biếm" và "nửa chừng để trở thành một biểu tượng rác rưởi của ngành công nghiệp game trong nhiều năm". Trong một số cuộc phỏng vấn nhà thiết kế chính của trò chơi đã so sánh Stalin vs Martians với những bộ phim của hãng Troma.
Tính đến ngày 22 tháng 7 năm 2009, trò chơi đã không còn được bày bán nữa. Lý do cho việc này hiện vẫn chưa rõ. Trang chủ chính thức đã có thông tin rằng phiên bản nâng cấp của Stalin vs. Martians vẫn đang được thực hiện và sẽ có thể được phép tải về.

## Đón nhận
Stalin vs. Martians nhận được những lời đánh giá gay gắt từ giới phê bình. Game có số điểm trung bình 23,41% trên GameRankings cũng như 25% trên Metacritic. GameSpot cho game số điểm 1.5/10 và gọi đó là "có lẽ là game RTS tồi tệ nhất từng được tạo ra". Trang này còn đặt tên cho nó là "Game Cực Kỳ Tệ Nhất Năm 2009". Trong khi IGN chỉ chấm cho game 2/10 điểm, ghi nhận rằng trò chơi thiếu hầu hết các yếu tố liên quan đến RTS và hỏi liệu nó đã được làm vào năm 1994 và niêm phong cất vào kho cho mãi đến tận năm 2009 mới tung ra cái đồ họa trông như thế này. Resolution đã trao giải thưởng cho game tới 35%, đồng thời cảnh báo độc giả không nên mua trò này nhưng thừa nhận rằng cũng có lúc nó "vô cùng thú vị". Rock, Paper, Shotgun thì gọi game này là thứ "rác rưởi" nhưng cũng thừa nhận: "Chắc chắn về giá trị món đồ phế thải, đặc biệt là nếu bạn buộc mình trong mớ lý thuyết quyết định chính xác xem có bao nhiêu trong game là châm biếm". The Escapist có vẻ tích cực hơn, lưu ý rằng "Dù gì đi nữa, một điều rõ ràng là nhóm phát triển đã có một thời gian hứng thú để làm ra game này, rồi lấp đầy nó với nhiều khuôn sáo của Liên Xô càng tốt." và "sự trình diễn có thể trông khôi hài nhưng lại quá vô lý vào những thời điểm mà bạn thực sự phải trải nghiệm nó vì sự táo bạo tuyệt đối của game, nhưng... bản thân trò chơi đã ở dưới mức trung bình tốt nhất". Chương trình MTV của Nga là Virtuality và một spin-off là cổng thông tin Games TV lại khá hào hứng về game cũng như sự hài hước của nó.